# Barria
Barria is een monotypisch geslacht van schimmels behorend tot de familie Didymosphaeriaceae. De typesoort is Barria piceae. 